# Cèltics
Els cèltics (en llatí, Celtici) és el nom amb el qual s'anomenen els celtes que habitaven la zona de l'Alentejo occidental, en l'actualitat al sud de Portugal, el sud de la província de Badajoz i el nord de província de Huelva, formant la zona occidental de la Betúria: la Betúria Cèltica. Per tant, la regió atribuïda als cèltics sobrepassa de molt els límits nord-occidentals d'Andalusia. Plini els situa a la part occidental de la Betúria, com a integrants del conventus hispalensis. De les ciutats que anomena Plini, sols Callenses Aeneanici (c. El Coronil y Montellano, Sevilla) estaria situada a Andalusia. Ptolemeu els atribueix a Andalusia les ciutats d'Arucci (Aroche, Huelva), Arunda (Ronda, Màlaga) i Acinippo (Ronda la Vieja, Ronda, Màlaga), en el que gairebé coincideix amb la Cèltica de Plini. També varen ser esmentats pobles amb aquest nom a zones costaneres de l'antiga Gal·lècia, però eren pobles cèltics diferents dels cèltics peninsulars sud-occidentals.
Els cèltics eren veïns dels turdetans, amb els quals compartien les planes de l'Alentejo, ocupant els cèltics la part occidental. Va ser Ptolemeu (c. 90 d. c.- 168 d. C.), basant-se en autors més antics com Posidoni i Artemidor el que va distingir entre els dos pobles en el segle II d. C. Segons les fonts antigues, els cèltics ensenyaren la metal·lúrgia del ferro als pobles del seu entorn.
Segons Jorge de Alarção, "la designació Celtici seria un col·lectiu que inclouria diversos pobles, com els sefes i els cempsii i potser els lusitans". Les poblacions dels cèltics a Lusitània eren: Lacóbriga, Caepiana, Braetolaeum, Miròbriga, Arcòbriga, Meríbriga, Catraleucus i Arandis.